# Orthophragmina
Orthophragmina es un género de foraminífero bentónico considerado un sinónimo posterior de Discocyclina de la familia Discocyclinidae, de la superfamilia Nummulitoidea, del suborden Rotaliina y del orden Rotaliida. Su especie tipo era Orbitolites prattii. Su rango cronoestratigráfico abarca desde el Ypresiense (Eoceno inferior) hasta el Priaboniense (Eoceno superior).

## Clasificación
Se describieron numerosas especies de Orthophragmina. Entre las especies más interesantes o más conocidas destacaban:
- Orthophragmina dispansa †
- Orthophragmina prattii †

Un listado completo de las especies descritas en el género Orthophragmina puede verse en el siguiente anexo.
En Orthophragmina se han considerado los siguientes subgéneros:
- Orthophragmina (Actinocyclina), considerado como subgénero de Orbitoides: Orbitoides (Actinocyclina), y aceptado como género Actinocyclina
- Orthophragmina (Asteriacites), también considerado como género Asteriacites y aceptado como Actinocyclina
- Orthophragmina (Asterodiscocyclina), aceptado como género Asterodiscocyclina
- Orthophragmina (Asterodiscus), aceptado como género Asterodiscus
- Orthophragmina (Discocyclina), aceptado como género Discocyclina
- Orthophragmina (Nodocyclina), también considerado como género Nodocyclina y aceptado como Discocyclina